# Liste des Premiers ministres de Biélorussie
Ce tableau est la liste des présidents du conseil des ministres de la République de Biélorussie (en biélorusse : Старшыня Савета Міністраў Рэспублікі Беларусь) depuis la dissolution de l'URSS en 1991.
Tous les Premiers ministres sont officiellement « sans parti » et certains d'entre eux ont d'abord accédé à la fonction par intérim (comme vice-président du Conseil des ministres) après la démission de leur prédécesseur, avant d'être nommés présidents de plein exercice.

## Liste
|                                                          | Titulaire                                    | Mandat                                                         | Nature du mandat |
| -------------------------------------------------------- | -------------------------------------------- | -------------------------------------------------------------- | ---------------- |
|                                                          | Viatcheslav Kébitch Вячаслаў Кебіч 1936-2020 | 19 septembre 1991 - 10 juillet 1994 2 ans, 9 mois et 21 jours  |                  |
|                                                          | Mikhaïl Tchiguir Міхаіл Чыгір 1948           | 21 juillet 1994 - 18 novembre 1996 2 ans, 3 mois et 28 jours   |                  |
|                                                          | Sergueï Ling Сяргей Лінг 1937                | 18 novembre 1996 - 19 février 1997 3 mois et 1 jour            | Intérim          |
|                                                          | Sergueï Ling Сяргей Лінг 1937                | 19 février 1997 - 18 février 2000 2 ans, 11 mois et 30 jours   |                  |
|                                                          | Vladimir Ermochine Уладзімір Ярмошын 1942    | 18 février 2000 - 14 mars 2000 25 jours                        | Intérim          |
| 14 mars 2000 - 1er octobre 2001 1 an, 6 mois et 17 jours | Vladimir Ermochine Уладзімір Ярмошын 1942    |                                                                |                  |
|                                                          | Guennadi Novitski Генадзь Навіцкі 1949       | 1er octobre 2001 - 10 juillet 2003 1 an, 9 mois et 9 jours     |                  |
|                                                          | Sergueï Sidorski Сяргей Сідорскі 1954        | 10 juillet 2003 - 19 décembre 2003 5 mois et 9 jours           | Intérim          |
| 19 décembre 2003 - 28 décembre 2010 7 ans et 9 jours     | Sergueï Sidorski Сяргей Сідорскі 1954        |                                                                |                  |
|                                                          | Mikhaïl Miasnikovitch Міхаіл Мясніковіч 1950 | 28 décembre 2010 - 27 décembre 2014 3 ans, 11 mois et 29 jours |                  |
|                                                          | Andreï Kobiakov Андрэй Кабякоў 1960          | 27 décembre 2014 - 18 août 2018 3 ans, 7 mois et 22 jours      |                  |
|                                                          | Sergueï Roumas Сяргей Румас 1969             | 18 août 2018 - 4 juin 2020 1 an, 9 mois et 17 jours            |                  |
|                                                          | Roman Golovtchenko Роман Головченко 1973     | 4 juin 2020 - 10 mars 2025 4 ans, 9 mois et 6 jours            |                  |
|                                                          | Alexandre Tourtchine Александр Турчин 1975   | 10 mars 2025 8 jours                                           |                  |